# Buitinga uzungwa
Buitinga uzungwa är en spindelart som beskrevs av Huber 2003. Buitinga uzungwa ingår i släktet Buitinga och familjen dallerspindlar.
Artens utbredningsområde är Tanzania. Inga underarter finns listade.